# Los socken
Los socken i Hälsingland och Dalarna är sedan 1971 en del av Ljusdals kommun, från 2016 inom Los och Hamra distrikt.
Socknens areal är 1 687,11 kvadratkilometer, varav 1 589,66 land. År 2000 fanns här 990 invånare. Orterna Hamra med Hamra kyrka och Fågelsjö med Fågelsjö kapell samt tätorten och kyrkbyn Los med sockenkyrkan Los kyrka ligger i denna socken.

## Administrativ historik
Los församling bildades 1748 som bruksförsamling utbruten ur Färila församling och var från 1820 kapellförsamling. 
30 oktober 1845 utökades församlingens område och den bildade ett eget pastorat. Till församlingen (men ej jordebokssocknen) fördes delar från  Ytterhogdals socken (hemmanen och lägenheterna Össjön, Rullbo, Stenåsen, Hiviåsen och Riberget) och Ovanåkers socken (hemmanen och lägenheterna Qvarnberg, Grästjern, Lekstrand, Hässjaberg, Nyby, Samuelsfallet, Mansjöhed och Mansjön) socknar i Gävleborgs län. Samtidigt tillfördes Hamra församling som kapellag från Orsa socken i Kopparbergs län. Den 13 december 1855 överfördes Fågelsjö by från Mora socken i Kopparbergs län, som dock sedan 1841 i kyrkligt hänseende hört till Svegs församling, till Los församling. Dessa områden hörde dock endast i kyrkligt hänseende till Los socken. Detta betydde att i flera år var socknen/församlingen delad mellan 2 län, 3 fögderier och 4 tingslag.
Vid kommunreformen 1862 övergick socknens ansvar för de kyrkliga frågorna till Los församling och för de borgerliga frågorna bildades Los landskommun. Enligt kungligt brev den 13 november 1863 ändrades länstillhörigheten för delen i Kopparbergs län, Hamra församling, från och med 1864 till Gävleborgs län. 1865 överfördes detta område även judiciellt från Kopparbergs län till Gävleborgs län, från Orsa tingslag och Mora tingslag till Ljusdals tingslag. 
Den del av Ytterhogdals socken som förr endast i kyrkligt hänseende hörde till Los socken överfördes också i alla hänseenden till Los. Dock begicks ett misstag då en av lägenheterna skrevs Risberget istället för det korrekta Riberget, vilket rättades enligt det kungliga brevet 17 februari 1865. Då förklarades det att Risberget, vilket gränsade till Älvros socken skulle tillhöra Ytterhogdal och att Riberget skulle tillhöra Los. Efter dessa ändringar var socknen endast delad mellan två fögderier och tingslag. Den till Ovanåkers socken (tidigare skriven i jordeboken i Ovanåker) och Södra Hälsinglands västra tingslag tillhörande delen överfördes till Los socken efter 1889 års ingång. Efter detta år hörde Los socken helt till Ljusdals tingslag. Den 17 mars 1892 bestämdes det att Hamra kapellförsamling skulle överflyttas i jordeboken från Orsa socken till Los. 1897 överfördes kronoparkerna Kronkile, Hemmyrberget och Långvattnet västra i alla hänseenden till socknen från Ovanåkers socken.
Ur Los församling utbröts Hamra församling 1931 efter att ha varit kapellag sedan 1855, men förblev tillhörigt Los jordebokssocken och Los landskommun. Los landskommun uppgick 1971 i Ljusdals kommun. Till församlingen återgick 2002 Hamra församling och församlingen namnändrades samtidigt till Los-Hamra församling.
1 januari 2016 inrättades distrikten Los och Hamra, med samma omfattning som motsvarande församlingar hade 1999/2000 och fick 1931, och vari detta sockenområde ingår.
Socknen har tillhört fögderier, tingslag och domsagor enligt vad som beskrivs i artikeln Hälsingland. De indelta soldaterna tillhörde Hälsinge regemente, Jerfsö kompani.

## Geografi
Los socken ligger kring den översta delen av Voxnan. Socknen är en höglänt sjörik skogsbygd med höjder som i Korpimäki i Hamra når 706 meter över havet.

## Fornlämningar
Från stenåldern finns cirka 25 boplatser.

## Namnet
Namnet (1552 Losz) kommer från kyrkbyn. Namnet innehåller förleden lo med oklar tolkning, efterleden är se ett lokalt ord för sjö.  En annan tolkning är att sannolikt återgår Los på ett äldre namn på Lossjön. Förledet Lo- kommer antagligen av ett äldre "lauh-" med betydelsen "öppning, glänta". Dagens -s har troligen "fastnat" från framförallt den vanliga sammansättningen Loskog, möjligen från ett äldre Losjöskog, med betydelsen (Färilaböndernas) "fäbodvallen vid sjön Losjön". Skog betydde i dessa trakter "fäbodskog", också "fäbodställe". Losjön betydde "sjön som öppnar sig som en glänta i skogen".

## Befolkningsutveckling
| Befolkningsutvecklingen i Los socken 1750–1990                                                                                      | Befolkningsutvecklingen i Los socken 1750–1990 | Befolkningsutvecklingen i Los socken 1750–1990 | Befolkningsutvecklingen i Los socken 1750–1990 | Befolkningsutvecklingen i Los socken 1750–1990 |
| --- | ---------------------------------------------- | ---------------------------------------------- | ---------------------------------------------- | ---------------------------------------------- |
| |                                                |                                                |                                                |                                                |
| År |                                                |                                                | Folkmängd                                      |                                                |
| 1750 | 1750                                           |                                                | 150                                            |                                                |
| 1760 | 1760                                           |                                                | 164                                            |                                                |
| 1769 | 1769                                           |                                                | 194                                            |                                                |
| 1810 | 1810                                           |                                                | 171                                            |                                                |
| 1820 | 1820                                           |                                                | 208                                            |                                                |
| 1830 | 1830                                           |                                                | 261                                            |                                                |
| 1840 | 1840                                           |                                                | 313                                            |                                                |
| 1850 | 1850                                           |                                                | 962                                            |                                                |
| 1860 | 1860                                           |                                                | 1 260                                          |                                                |
| 1870 | 1870                                           |                                                | 1 268                                          |                                                |
| 1880 | 1880                                           |                                                | 1 827                                          |                                                |
| 1890 | 1890                                           |                                                | 2 167                                          |                                                |
| 1900 | 1900                                           |                                                | 2 422                                          |                                                |
| 1910 | 1910                                           |                                                | 2 908                                          |                                                |
| 1920 | 1920                                           |                                                | 3 462                                          |                                                |
| 1930 | 1930                                           |                                                | 3 728                                          |                                                |
| 1940 | 1940                                           |                                                | 3 441                                          |                                                |
| 1950 | 1950                                           |                                                | 3 228                                          |                                                |
| 1960 | 1960                                           |                                                | 2 800                                          |                                                |
| 1970 | 1970                                           |                                                | 1 969                                          |                                                |
| 1980 | 1980                                           |                                                | 1 397                                          |                                                |
| 1990 | 1990                                           |                                                | 1 219                                          |                                                |
| Anm: Tabellen inkluderar Hamra. Källor: Umeå universitet - Tabellverket 1749-1859, Demografiska databasen, CEDAR, Umeå universitet. |                                                |                                                |                                                |                                                |